# Estación Manzanar

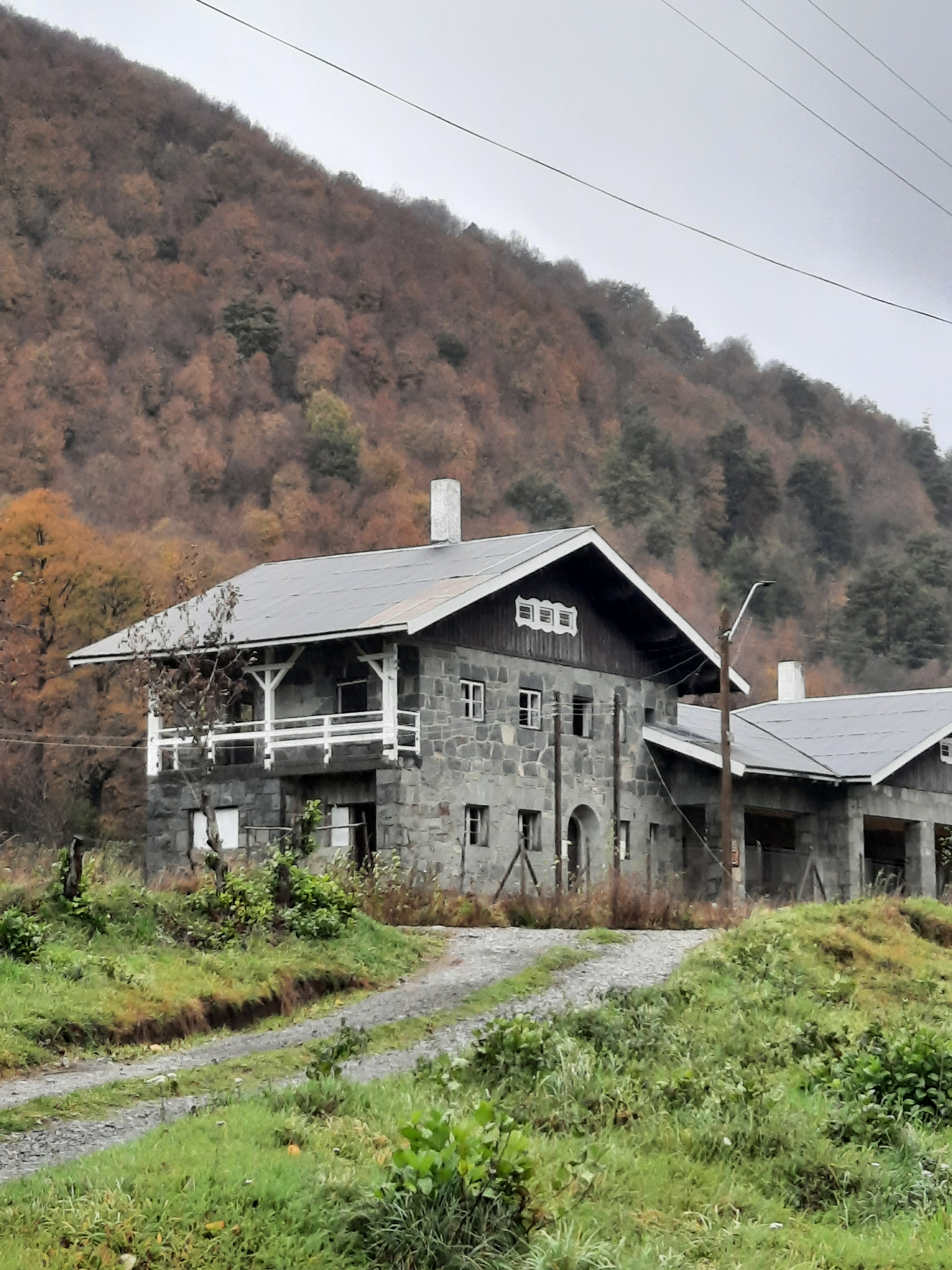
"En el ala poniente se encontraba la Casa del Jefe de Estación, la que sobresale por sus dos pisos, techumbre a dos aguas y un balcón sobre su fachada" Fotografía mayo de 2021

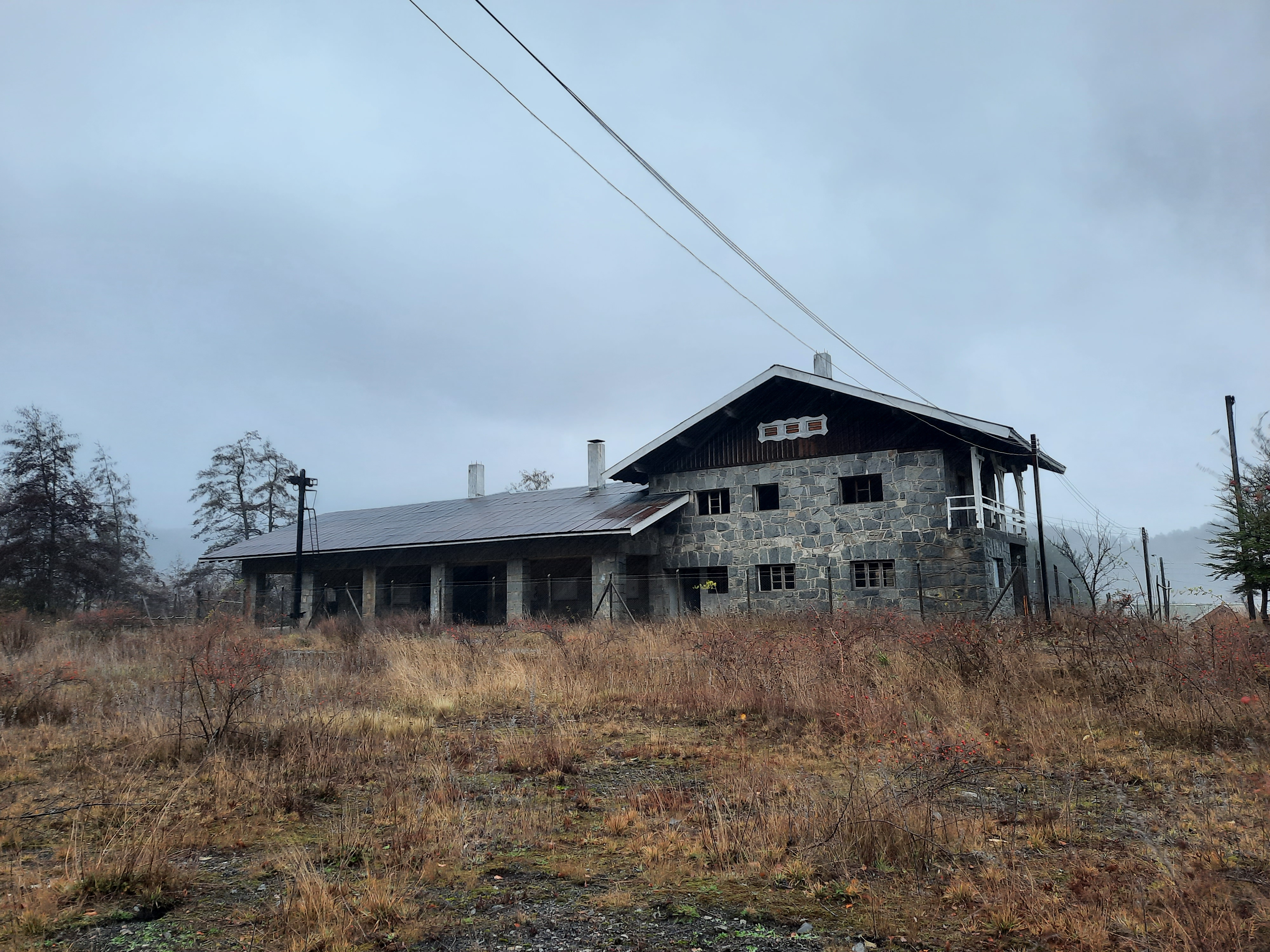
Fachada Trasera Estación Manzanar - fotografía mayo de 2021

La Estación Manzanar es una antigua estación ferroviaria ubicada en la localidad de Manzanar a 18 kilómetros de la exestación ferroviaria de la comuna de Curacautín,  en la ruta internacional a Lonquimay, en la pre-cordillera de la Región de la Araucanía, Chile. 
Inaugurada en 1951, fue declarada Monumento Nacional de Chile, en la categoría de Monumento Histórico, mediante el Decreto Exento n.º 2655, del 28 de agosto de 2008.

## Historia
Encargada al constructor civil italiano Emilio Casagrande Dietre, la estación comenzó sus obras en 1945 y fue inaugurada en 1951, como parte de la segunda etapa Ramal Ferroviario PUA (Parque Urzúa Albarracín) -  Lonquimay, cuyo destino e idea era crear un corredor ferroviario,  que comunicara con la República Argentina desde la Región de la Araucanía con  la Provincia de Neuquén (Principalmente el puerto de Talcahuano en Chile con Bahía Blanca en el país trasandino). Propósito que no se cumplió, pero que impulsó el surgimiento del poblado, activando su intercambio económico con otras regiones y ampliando la actividad turística de la zona.
En el ramal se encuentra el Túnel las raíces construido en 1939, el cual tiene una longitud de 4,528 km y conecta las comunas de Curacautín y Lonquimay.
La estación funcionó hasta el año 1983, fecha en que corrió el último tren. Posteriormente se desarrollaron los “Trenes de la Araucanía” a cargo de la Asociación Chilena de Conservación del Patrimonio Ferroviario y EFE, con la locomotora N° 714.
En la actualidad la estación de trenes está abandonada, pero existe la intención de los vecinos de este pequeño pueblo precordillerano de levantar un museo que relate su historia.
Actualmente, la estación es parte de la ciclovía Manzanar - Malalcahuello, sobre el antiguo ramal ferroviario, Su trazado de 12 kilómetros cruza túneles, bosques y escoriales volcánicos. Esta ruta es extendible además hasta Lonquimay por la Ciclovía Las Raíces - Lonquimay.

## Descripción
Construida en ladrillo, con revestimiento de  piedra  y elementos ornamentales en madera, presenta una planta rectangular con pilares en piedra y techo con grandes aleros.
La Estación Ferroviaria es una construcción de albañilería revestida completamente en piedra laja, con ventanas, aleros, balcones y elementos ornamentales en madera. Posee un piso y planta rectangular, destacando sus macizos pilares en piedra para los corredores de acceso y del andén que sujetan un techo de grandes aleros, que eran utilizados para cubrirse de la lluvia o de la nieve.
En su ala poniente se encuentra la casa del jefe de estación, que contiene dos pisos con un techo a dos aguas, y un balcón.